# Rudolf Nürnberger
Rudolf Nürnberger (* 5. September 1945 in Lassee) ist ein österreichischer Gewerkschafter, Politiker (SPÖ) und ehemaliger Abgeordneter zum Österreichischen Nationalrat und Bundesrat.

## Ausbildung und Beruf
Rudolf Nürnberger besuchte von 1951 bis 1955 die Volksschule und danach bis 1959 die Hauptschule. Er erlernte bis 1963 den Beruf des Werkzeugmachers. Nürnberger leistete 1964 den Präsenzdienst ab und besuchte 1965 bis 1968 die dreijährige Gewerkschaftsschule. Zwischen 1968 und 1969 absolvierte Nürnberger die Sozialakademie. 
Nürnberger arbeitete zwischen 1963 und 1972 als Werkzeugmacher und war zwischen 1972 und 1980 Sekretär der Gewerkschaft Metall-Bergbau-Energie. Von 1980 bis 1988 war er Zentralsekretär der Gewerkschaft Metall-Bergbau-Energie und übernahm 1988 den Vorsitz dieser Gewerkschaft. 2006 legte er den Vorsitz der Gewerkschaft zurück.

## Politik
Nürnberger begann seine politische Karriere 1973 als Bezirksrat in Wien-Brigittenau. 1983 schied er aus der Bezirksvertretung aus und zog am 27. Mai 1983 in den Bundesrat ein, aus dem er jedoch bereits am 26. Juni 1984 ausschied, um einen Tag später in den Nationalrat zu wechseln. Er war über Jahre stellvertretender Obmann im Ausschuss für Arbeit und Soziales. Als Nürnberger im Jahr 2000 den Regierungspakt nicht unterzeichnete, nahm dies die ÖVP zum Anlass, die Große Koalition zu beenden. Nürnberger schied am 30. April 2004 aus dem Nationalrat aus.

## Auszeichnungen
- Großes Silbernes Ehrenzeichen für Verdienste um die Republik Österreich
- 2000: Großes Goldenes Ehrenzeichen für Verdienste um die Republik Österreich[1]